# Tethygonium quadricuspis
Tethygonium quadricuspis is een pissebed uit de familie Paramunnidae. De wetenschappelijke naam van de soort is voor het eerst geldig gepubliceerd in 2007 door Jean Just & George D.F. Wilson.